# Letonkari
Letonkari är en halvö i Finland. Den ligger i sjön Muntilanaukko och i kommunen Nystad i den ekonomiska regionen Nystadsregionen och landskapet Egentliga Finland, i den sydvästra delen av landet, 200 km väster om huvudstaden Helsingfors.